# Instynkt mordercy (serial telewizyjny)
Instynkt mordercy (tytuł oryg. Killer Instinct) – amerykański serial kryminalny oryginalnie emitowany na antenie stacji FOX. Pilotażowy odcinek został nadany 23 września 2005, odcinek ostatni − nieco ponad dwa miesiące później, 2 grudnia tegoż roku.
Ogółem nakręcono trzynaście odcinków serialu, lecz tylko dziewięć z nich wyemitowano w Stanach Zjednoczonych. Komplet odcinków pokazała komercyjna brytyjska stacja telewizyjna Five. Transmisji serialu podjęły się także telewizje francuskie, australijskie, nowozelandzkie, włoskie i polskie (Polsat).

## Twórcy
- Charles Grant Craig, Ed Zuckerman − producenci wykonawczy
- Josh Berman − pomysłodawca, scenarzysta
- Mark Morgan − autor ścieżki dźwiękowej

### Obsada
Role główne
- Johnny Messner jako detektyw Jack Hale
- Chi McBride jako porucznik Matt Cavanaugh
- Marguerite Moreau jako detektyw Ava Lyford (odcinek pilotażowy)
- Kristin Lehman jako detektyw Danielle Carter (od odc. 2)

Role drugoplanowe i epizodyczne
- Ramon De Ocampo jako Harry Oka
- Jessica Steen jako dr Francine Klepp
- Benita Ha jako Riley
- Byron Lawson jako detektyw Lee

i inni

## Spis odcinków
| N/o | Polski tytuł | Angielski tytuł           |
| --- | ------------ | ------------------------- |
| 1   | ---          | Pilot                     |
| 2   | ---          | Five Easy Pieces          |
| 3   | ---          | 13 Going on 30            |
| 4   | ---          | O Brother, Where Art Thou |
| 5   | ---          | Die Like an Egyptian      |
| 6   | ---          | Who's Your Daddy          |
| 7   | ---          | Game Over                 |
| 8   | ---          | Forget Me Not             |
| 9   | ---          | Shake, Rattle and Roll    |
| 10  | ---          | She's the Bomb            |
| 11  | ---          | While You Were Sleeping   |
| 12  | ---          | Love Hurts                |
| 13  | ---          | Fifteen Minutes of Flame  |